# Осово (Гомельская область)
Осово (бел. Восава) — посёлок в Ветковском горсовете Ветковского района Гомельской области Белоруссии. Постоянное население отсутствует.
На южной окраине граничит с лесом.
В результате катастрофы на Чернобыльской АЭС и радиационного загрязнения жители (9 семей) переселены в 1992 году в чистые места.

## География

### Расположение
В 16 км на северо-восток от Ветки, 38 км от Гомеля.

### Гидрография
На севере — пойма реки Беседь (приток реки Сож)

## Транспортная сеть
Транспортные связи по просёлочной, а потом автодороге Светиловичи — Гомель. Планировка состоит из короткой улицы, застроенной деревянными домами усадебного типа.

## История
Поселение Осово основано в начале 1920-х годов беженцами от гражданской войны. Зарегистрировано в 1926 году в Бартоломеевском сельсовете Гомельского округа. До революции на месте Осово был хутор, основанный вскоре после разгона Екатериной II войска запорожских казаков. Казак Стальченко с семьёй перебрался вначале в Черниговскую губернию, а позже основал хутор близ села Бартоломеевка. Во время Великой Отечественной войны 8 жителей погибли на фронте. В 1959 году входил в состав совхоза «Высокоборский» (центр — деревня Бартоломеевка).

## Население

### Численность
- 2010 год — жителей нет.

### Динамика
- 1926 год — 8 дворов, 36 жителей.
- 1940 год — 12 дворов 61 житель.
- 1959 год — 63 жителя (согласно переписи).
- 1992 год — жители (9 семей) переселены.